# Sebastian Opaliński
Sebastian z Bnina Opaliński (Opaleński) herbu Łodzia (ur. 1485, zm. 1538) – sekretarz królewski, prepozyt kapituły katedralnej poznańskiej w latach 1535–1538, prepozyt kaliski.

## Rodzina
Syn Piotra (zm. 1506), kasztelana lądzkiego i Anny ze Zbąszynia. Brat Piotra (zm. 1551), kasztelana gnieźnieńskiego, Łukasza, Jana (zm. 1547), krajczego koronnego, Macieja, Katarzyny – żony Macieja Czarnkowskiego kasztelana bydgoskiego, Anny i Magdaleny.

## Pełnione urzędy
Pełnił urząd sekretarza dworu królewskiego od 1512 roku. W 1512 roku został kanonikiem poznańskim, od 1523 krakowskim, później wrocławskim i gnieźnieńskim (1535). Od 1530 pracował jako kustosz kapituły poznańskiej. Od 1535 proboszcz katedry w Poznaniu.
Był posłem Zygmunta I Starego na sejmik województwa poznańskiego i kaliskiego w Środzie w 1536/1537 roku.